# Georg Juretzek
Georg Karl Juretzek (* 11. August 1905 in Kochlowitz; † 19. Januar 1977 in Freiberg) war ein deutscher Metallurg und Hochschullehrer.

## Leben
Georg Juretzek legte in Gleiwitz das Abitur ab und sammelte anschließend ein Jahr lang praktische Erfahrungen in der Hüttenindustrie. Von 1926 bis 1931 studierte er Eisenhüttenkunde an der TH Breslau, danach nahm er eine Assistentenstelle bei Wilhelm Tafel am Breslauer Lehrstuhl für Hüttenmaschinen- und Walzwerkskunde an.
Ab 1932 war er zwei Jahre als Betriebsassistent in der Großkokerei der Schaffgot’schen Werke in Odertal tätig. Im Juni 1934 wechselte zu den Vereinigten Oberschlesischen Hüttenwerken Gleiwitz, wo er in der Hauptverwaltung der Technischen Wirtschaftsstelle arbeitete. Später leitete er die Betriebswirtschafts- und Wärmestelle im Walzwerk Herminenhütte in Laband. Im Juni 1935 wurde er dort Betriebsingenieur im Warmwalzwerk. Er wirkte zwei Jahre lang als Betriebsleiter und Oberingenieur im Block-, Mittel- und Grobeisenwalzwerk und wurde 1939 Walzwerkleiter der neu errichteten Walzwerkanlage.
Zum Ende des Zweiten Weltkriegs leistete Georg Juretzek seinen Militärdienst. Er geriet in US-amerikanische Gefangenschaft und war später eine Zeitlang ohne Beschäftigung, bis er 1947 eine Assistentenstelle am Eisenhütteninstitut der Bergakademie Freiberg antrat. 1950 ging er in die Industrie zurück: Im Stahl- und Walzwerk Hennigsdorf arbeitete er zunächst als Walzwerksleiter, ab 1951 zudem als Produktionsleiter und ab 1952 auch als Stellvertretender Technischer Direktor. 1953 ging er nach Brandenburg an der Havel, um im dortigen VEB Stahl- und Walzwerk beim Aufbau einer 850er-Walzstraße mitzuwirken.
Im Januar 1954 ging er an die Bergakademie Freiberg zurück. Er wurde Professor für Metallformung, Direktor des Metallformungsinstituts und Leiter der Fachrichtung Metallformung. Nach der Dritten Hochschulreform der DDR und der Auflösung der Institute wurde Georg Juretzek 1968 von seinen Aufgaben als Institutsleiter und Fachrichtungsleiter entbunden. 1969 wurde er zum ordentlichen Professor für Bildsame Formgebung umberufen. Im September 1970 wurde er emeritiert.
Juretzek war von 1961 bis 1965 Vorsitzender der Gesellschaft Deutscher Berg- und Hüttenleute (GDBH). 1964 leitete er die DDR-Delegation in der Sektion für wissenschaftliche Forschungsarbeiten der Ständigen Kommission Schwarzmetallurgie des Rates für gegenseitige Wirtschaftshilfe (RGW). Er war Mitglied des Forschungsrates der DDR, gehörte der Sektion Hüttenwesen der Deutschen Akademie der Wissenschaften an und wirkte jahrelang im Redaktionsbeirat der Zeitschrift Neue Hütte.
Georg Juretzek verstarb am 19. Januar 1977 in Freiberg. Sein Grab befindet sich auf dem Freiberger Donatsfriedhof.

## Ehrungen
- Kriegsverdienstkreuz II. Klasse (1942)
- Aktivist (1952)
- Verdienter Techniker des Volkes (1952)
- Held der Arbeit (1964)[4]
- Ehrennadel der Bergakademie Freiberg (1965)
- Ehrenpromotion zum Dr.-Ing. e. h. an der Bergakademie Freiberg (1971)[2]